# Deutsche ATSB-Fußballmeisterschaft 1927/28
Die deutsche ATSB-Fußballmeisterschaft 1928 war die neunte vom Arbeiter-Turn- und Sportbund ausgerichtete deutsche Meisterschaft im Fußball. Sieger wurde der SC Adler Pankow aus Berlin.

## Modus und Teilnehmer
Die Meister der 17 ATSB-Kreise ermittelten in vier regionalen Endrunden die Teilnehmer an der Endrunde auf Reichsebene. Gespielt wurde im K.-o.-System.
| Nordwestdeutschland - SC Preußen Altenessen - ATS Buntentor - Vorwärts Lübeck - SV Wilhelmshöhe Kassel | Mitteldeutschland - FT Breslau-Süd - Sportfreunde Dessau - SV West 03 Leipzig - VfL 88 Naumburg | Ostdeutschland - FT Danzig-Schidlitz - TuS Süden Forst - SC Adler Pankow - BC 1919 Stettin | Süddeutschland - SC Böckingen - FT Frankfurt-Westend - FT Gern - Vorwärts Neuhofen - FTSV Weiden |

## Verbandsmeisterschaften

### Nordwest
Halbfinale
| Datum         |                        | Ergebnis  | !Austragungsort                |
| ------------- | ---------------------- | --------- | ------------------------------ |
| 16. März 1928 | SV Wilhelmshöhe Kassel | 4:6 (1:3) | SC Preußen Altenessen \|Kassel |
| 18. März 1928 | ATS Buntentor          | 7:1 (3:1) | Vorwärts Lübeck \|Bremen       |

Finale
| Datum          |                       | Ergebnis  | !Austragungsort        |
| -------------- | --------------------- | --------- | ---------------------- |
| 15. April 1928 | SC Preußen Altenessen | 5:3 (4:1) | ATS Buntentor \|Ohligs |

### Mitte
Halbfinale
| Datum         |                     | Ergebnis  | !Austragungsort                         |
| ------------- | ------------------- | --------- | --------------------------------------- |
| 25. März 1928 | FT Breslau-Süd      | 2:3 (0:1) | SV West 03 Leipzig \|Breslau, VfL-Platz |
| 25. März 1928 | Sportfreunde Dessau | 1:2 (1:0) | VfL Naumburg \|Dessau                   |

Finale
| Datum          |                    | Ergebnis  | !Austragungsort     |
| -------------- | ------------------ | --------- | ------------------- |
| 15. April 1928 | SV West 03 Leipzig | 2:0 (2:0) | VfL Naumburg \|Gera |

### Ost
Halbfinale
| Datum         |                     | Ergebnis  | !Austragungsort                               |
| ------------- | ------------------- | --------- | --------------------------------------------- |
| 9. März 1928  | FT Danzig-Schidlitz | 0:9 (0:3) | SC Adler Pankow \|Danzig, Stadion Niederstadt |
| 18. März 1928 | BC 1919 Stettin     | 1:4 (0:2) | TuS Süden Forst \|Stettin                     |

Finale
| Datum         |                 | Ergebnis  | !Austragungsort                                 |
| ------------- | --------------- | --------- | ----------------------------------------------- |
| 1. April 1928 | SC Adler Pankow | 6:2 (3:0) | TuS Süden Forst \|Berlin, Lichtenberger Stadion |

### Süd
Qualifikation
| Datum         |         | Ergebnis  | !Austragungsort       |
| ------------- | ------- | --------- | --------------------- |
| 11. März 1928 | FT Gern | 1:0 (0:0) | FTSV Weiden \|München |

Halbfinale
| Datum         |                      | Ergebnis  | !Austragungsort             |
| ------------- | -------------------- | --------- | --------------------------- |
| 18. März 1928 | SC Böckingen         | 6:4 (5:1) | Vorwärts Neuhofen \|Durlach |
| 25. März 1928 | FT Frankfurt-Westend | 6:3 (2:1) | FT Gern \|Frankfurt am Main |

Finale
| Datum         |                      | Ergebnis             | !Austragungsort                 |
| ------------- | -------------------- | -------------------- | ------------------------------- |
| 1. April 1928 | FT Frankfurt-Westend | 3:2 n. V. (2:2, 1:0) | SC Böckingen \|Mannheim-Rheinau |

## Endrunde um die Bundesmeisterschaft
Halbfinale
| Datum          |                       | Ergebnis  | !Austragungsort                              |
| -------------- | --------------------- | --------- | -------------------------------------------- |
| 22. April 1928 | SC Adler Pankow       | 8:1 (4:1) | VfL Naumburg \|Berlin, Lichtenberger Stadion |
| 29. April 1928 | SC Preußen Altenessen | 1:5 (0:1) | FT Frankfurt-Westend \|Ohligs                |

Finale
| Datum       |                 | Ergebnis  | !Austragungsort                                  |
| ----------- | --------------- | --------- | ------------------------------------------------ |
| 6. Mai 1928 | SC Adler Pankow | 5:4 (3:3) | FT Frankfurt-Westend \|Berlin, Deutsches Stadion |